# Polyphant
Polyphant ist ein Dorf in Cornwall nordwestlich von Lewannick und etwa 6 Meilen westlich von Launceston. Der River Inny befindet sich in unmittelbarer Nähe. Es besteht ein direkter Anschluss an die A30 road.
Der Ort ist wegen seiner Steinbrüche als SSSI – also Site of Special Scientific Interest – mit dem Interessenschwerpunkt Geologie und einer Fläche von ca. 3,5 ha ausgewiesen.

## Namensherkunft
Der Ortsname ist cornischen Ursprunges und bedeutet Froschtümpel. Das keltische Wort Pol steht für einen Teich/Tümpel (engl. pool) und Lefand bedeutet Frosch Im Domesday Book steht dieser Ort unter dem Namen Polefand verzeichnet. Weitere Schreibweisen sind Polofant, Polefant und Pollefant.

## Mittelalterliche Besitzverhältnisse
Mit der Eroberung Cornwalls durch Wilhelm I. und seinen Halbbruder Robert Mortain änderten sich die Besitzverhältnisse in Cornwall grundlegend. Der Vorbesitzer der Ortschaft war lt. Domesday Book ein Mann namens Wulfrich, dessen Land an einen Mann namens Nigel durch den neuen Besitzer Robert verlehnt wurde, dessen Besitztümer unter Terra Comitis Moritonensis dokumentiert sind. Der Besitz umfasste 3 Bewohner, 6 Kleinbauern, 3 Sklaven, 2 Pflüge für eine Fläche von 3 Pflügen zu bearbeiten, zudem Wald, Wiese, Weideland und insgesamt 13 Äcker, 7 Stücke Vieh sowie 30 Schafe.

## Der Ort heute
Der Ort steht unter Ensembleschutz, Schutzgebiete sind ebenso ausgewiesen, so dass eine übermäßige Neubesiedlung nicht gestattet ist. Ebenso der Abriss vorhandener Gebäude ist nicht gestattet, Einzelgebäude sind auch als solche geschützt, Schnittmaßnahmen müssen vorerst genehmigt werden. Heutzutage gibt es dort eine Methodistengemeinde, ein Herrenhaus wurde im 19. Jahrhundert abgerissen.

## Geologie
Aus den Steinbrüchen, von denen der älteste aus dem 11. Jahrhundert stammt und die sich keinen halben Kilometer nordwestlich des Dorfes befinden, wird ein Stein namens Polyphant Stone gewonnen, der zu den Quarzit-Porphyren bzw. Granit-Porphyren gehört. Wegen seiner leichten Bearbeitungsfähigkeit und seiner Farbe wurde er in zahlreichen Bauten des Mittelalters verwendet – überwiegend zwecks ornamentaler Gestaltung. Er wird auch Greenstone genannt und ist ein Gesteinstyp, der einer Gruppe von typisch cornischen Gesteinen angehört, der auch als Elvan bezeichnet wird. Es handelt sich um ein weiches alkalisches magmatisches Gestein mit Magnesium-Anteil, der der Oberfläche einen seifigen Aspekt verleiht.

## Verwendung der Steine in Bauwerken und in der Kunst
Im Mittelalter wurde dieser Stein insbesondere in der Umgebung von Launceston verwendet. So finden sich in der Kirche St. Mary Magdalene und in der Burganlage Steine aus Polyphant. Er wurde gerne für Säulenbestandteile, Verzierungen aber auch Mauerwerk genutzt. So bestehen eine Tumba eines Erzbischofs in der Canterbury Cathedral, Säulen in der Exeter Cathedral, Teile der Truro Cathedral und Repräsentationsgebäude in London teilweise aus Polyphant-Stone.
Anfang des 20. Jahrhunderts waren die Steinbrüche offenbar aufgegeben, denn bei Reid et al. (1911) wird in der Aufzählung der aktiven Steinbrüche von Devon und Cornwall Polyphant nicht erwähnt.
In jüngster Zeit wurde in den Steinbrüchen wieder Material abgebaut, um für die Restauration der Newquay Parish Church originalgetreue Steine zu gewinnen, sowie auch für die Herstellung von Skulpturen. Es gab insgesamt 3 Steinbrüche, von denen der Blackhill-Steinbruch 1961 wiedereröffnet wurde.